# Исак Бенруби
Исак Бенруби (на немски: Isaak Benrubi; на френски: Isaac Benrubi; на иврит: יצחק בנרובי) е виден еврейски философ от Македония.

## Биография
Исак Бенруби е роден в 1876 година в големия македонски град Солун, тогава в Османската империя, в семейство на потомствени равини. Учи философия в Йена, Берлин и Париж в периода 1898 - 1914 година. В 1904 година пише докторската си дисертация на немски език, под ръководството на видния философ Рудолф Ойкен и озаглавена „Моралният идеал на Жан-Жак Русо“. Според Бенруби Русо е източникът на цялата немска философия, от Кант до Ницше, и е духовен баща на редица велики поети, сред които са Гьоте, Шилер и Хьолдерлин. Бенруби участва във Втория философски конгрес в Женева в 1904 година, където по-късно се установява и преподава в Женевския университет история на философията в Европа до смъртта си. От 1927 до 1933 година Бенруби е назначен от пруското правителство да преподава френска философия в Бон.
Противопоставя на традиционното схващане за познанието като процес между обект и субект една реалност, интересуваща се и от обекта, и от субекта: „Не мога да съществувам без вселената, нито вселената без мен“. В своите трудове Бенруби се опитва да отиде отвъд агностицизма и плахостта на съвременната рефлексия и се опитва да възстанови моста между личността и нещата, да унищожи дуализма на спекулативното и практическо мислене. Авторът се опитва да представи вселената като едно цяло: земно единство, солидарност на живите, съществуването на човешката раса, обединена в своето многообразие и стига до заключението за необходимото естествено задължение за космическа и човешка солидарност. В ръкопис от 600 страници, съхраняван в Женевската обществена и университетска библиотека, Бенруби анализира в дълбочина и сравнява основните идеи на скептиците, релативистите и утилитаристите от гръцките софисти до Макс Щирнер и Хърбърт Спенсър, минавайки през Монтен, Паскал, Ларошфуко и Хелвеций.
Бенруби умира в 1943 година в Женева.

## Трудове
Есета
- Tolstoi. Continuateur de Rousseau. In: Annales de la Société Jean-Jacques Rousseau, Bd. 3 (1907), ISSN 0259-6563.
- L'idéal moral chez Rousseau, Mme de Staël et Amiel. In: Annales de la Société Jean-Jacques Rousseau, Bd. 27 (1931).

Монографии
- J. J. Rousseaus ethisches Ideal (Pädagogisches Magazin; Bd. 238). Verlag Beyer, Langensalza 1905 (zugl. Dissertation, Universität Jena 1904)
- Contemporary thought of France. Knopf, New York 1926.
- Philosophische Strömungen der Gegenwart in Frankreich Meiner, Leipzig 1928.
- Les sources et les courants de la philosophie contemporaine en France (Bibliothèque de philosophie contemporaine). Alcan, Paris 1933 (2 Bde.).
- Souvenirs sur Henri Bergson. Delachaux & Nestlé, Neuchâtel 1942.